# لويس س. رودولف
لويس س. رودولف (بالإنجليزية: Louis C. Rudolph)‏ هو كاهن كاثوليكي أمريكي، ولد في 1816، وتوفي في 1897.